# Independencia (Chile)
Independencia é uma das 32 comunas que compõem a cidade de Santiago, capital do Chile.
A comuna limita-se: a norte com Conchalí; a leste com Recoleta ; a sul com Santiago; a oeste com Renca.